# Bundesverband der Hygieneinspektoren
Der Bundesverband der Hygieneinspektoren e. V. (BVH) ist ein eingetragener Verein mit Sitz Berlin, der sich als Berufsinteressenverband der Hygieneinspektoren versteht. Er ist die Dachorganisation der in den deutschen Bundesländern bestehenden Landesverbände. In 16 Landesverbänden sind ca. 500 Mitglieder organisiert.

## Geschichte
Gegründet wurde der Bundesverband als Bundes-Arbeitsgemeinschaft der Gesundheitsaufseher am 10. Januar 1977, der erste Vorsitzende war Günter P. Rienow. 1998 wurde Oskar Weinig zum Vorsitzenden des Bundesverbandes der Hygieneinspektoren gewählt, der diese Funktion bis 2005 innehatte. Weinig gründete 1992 eine unterfränkische Publikation, die seit 1998 als Zeitschrift Der Hygieneinspektor halbjährlich vom Bundesverband der Hygieneinspektoren herausgegeben wird und sich „zu einer bundesweit anerkannten Fachzeitschrift entwickelt“ hat.
Seit 2012 ist der BVH Mitglied im Deutschen Verein des Gas- und Wasserfaches und des Verbunds für angewandte Hygiene.

## Ziele
Der Verein versteht sich satzungsgemäß als Berufsinteressenverband zur Pflege und Förderung des Berufsstandes. Er dient u. a. der bundesweiten Koordination der Arbeit in den Landesverbänden, pflegt und fördert den Kommunikationsaustausch zwischen den Landesverbänden sowie mit allen in Frage kommenden Organisationen, Behörden, Fachfirmen und Gewerkschaften auf Bundesebene. Ferner ist die Förderung einer einheitlichen Aus-, Fort- und Weiterbildung der Mitglieder im Programm.
Rückwirkungen auf die Gesellschaft und jeden Einzelnen ergeben sich durch die Tätigkeiten der Hygieneinspektoren mit den Arbeitsschwerpunkten:
- Maßnahmen zur Verhütung und Bekämpfung übertragbarer Krankheiten beim Menschen
- Maßnahmen im Rahmen der Umweltmedizin
- Beratung und Aufklärung der Bevölkerung in Fragen des Infektionsschutzes und der Umweltmedizin
- Mitwirkung bei Maßnahmen des Katastrophenschutzes einschließlich vorbeugender Maßnahmen des Zivilschutzes
- Dokumentation und Analysen von Untersuchungs- und Überwachungsergebnissen im Rahmen des Infektionsschutzes und der Umweltmedizin

## Trivia
Der Landesverband Bayern ist beim DBB Beamtenbund und Tarifunion als Gewerkschaft gelistet.